# Kōsuke Suda
Kōsuke Suda (japanisch 須田 興輔 Suda Kōsuke; * 4. Februar 1980 in der Präfektur Ibaraki) ist ein ehemaliger japanischer Fußballspieler.

## Karriere
Suda erlernte das Fußballspielen in der Schulmannschaft der Bunan High School und der Universitätsmannschaft der Nippon Sport Science University. Seinen ersten Vertrag unterschrieb er 2004 bei den Mito HollyHock. Der Verein spielte in der zweithöchsten Liga des Landes, der J2 League. Für den Verein absolvierte er 59 Ligaspiele. 2006 wechselte er zum Ligakonkurrenten Shonan Bellmare. Für den Verein absolvierte er 18 Ligaspiele. Danach spielte er bei den Tonan SC Gunma und Montedio Yamagata. Ende 2007 beendete er seine Karriere als Fußballspieler.